# Primula soldanelloides
Primula soldanelloides är en viveväxtart som beskrevs av David Allan Poe Watt. Primula soldanelloides ingår i släktet vivor, och familjen viveväxter. Inga underarter finns listade i Catalogue of Life.